# Милко Георгиев (футболист)
Вижте пояснителната страница за други личности с името Милко Георгиев.
Милко Георгиев е български футболист, който играе за Ботев Пловдив. 

## Кариера

### Ботев Пловдив
Той започна кариерата си в Ботев Пловдив през 2013 г., като първоначалано играе в юношеската академия на отбора. След три години премина в професионалния им отбор, а на 24 април 2016 направи дебюта си за отбора в градското дерби срещу Локомотив Пловдив. 
През месец Август 2017, той игра под наем за малко в отбора на Черноморец Балчик. 
На 21 април 2018 г., той вкара първия си гол за Ботев при загубата с 2:4 срещу Лудогорец.  След това участва в домакинските победи над ЦСКА София и Берое Стара Загора. 

## Постижения
- Купа на България 2016/17